# Kanodar
Kanodar è una suddivisione dell'India, classificata come census town, di 11.128 abitanti, situata nel distretto di Banaskantha, nello stato federato del Gujarat. In base al numero di abitanti la città rientra nella classe IV (da 10.000 a 19.999 persone).

## Geografia fisica
La città è situata a 24° 6' 0 N e 72° 22' 60 E e ha un'altitudine di 170 m s.l.m..

## Società

### Evoluzione demografica
Al censimento del 2001 la popolazione di Kanodar assommava a 11.128 persone, delle quali 5.615 maschi e 5.513 femmine. I bambini di età inferiore o uguale ai sei anni assommavano a 1.627, dei quali 868 maschi e 759 femmine. Infine, coloro che erano in grado di saper almeno leggere e scrivere erano 8.252, dei quali 4.470 maschi e 3.782 femmine.